# Volontaires militaires étrangers
Ne doit pas être confondu avec Combattants volontaires internationaux.
 (janvier 2021).
Si vous disposez d'ouvrages ou d'articles de référence ou si vous connaissez des sites web de qualité traitant du thème abordé ici, merci de compléter l'article en donnant les références utiles à sa vérifiabilité et en les liant à la section « Notes et références ».
Les forces armées de nombreux pays ont, à un moment ou à un autre, fait appel à des volontaires étrangers motivés par des considérations politiques, idéologiques ou autres pour rejoindre une armée étrangère. Ceux-ci peuvent être constitués en unités d'une nationalité donnée ou en unités étrangères de nationalité mixte. Parfois, des volontaires étrangers étaient ou sont incorporés dans des unités ordinaires. Cette pratique est très ancienne, remontant au moins à l'Empire romain, qui recrutait des non-citoyens dans des unités auxiliaires sur la promesse qu'ils recevraient la citoyenneté romaine pour eux-mêmes et leurs descendants à la fin de leur service.
La frontière avec le mercenariat est parfois ténue. La différence la plus fréquemment retenue est que le mercenaire combat essentiellement pour de l'argent.

## Unités de nationalité mixte
- 62e Régiment (Royal American) de fantassins composé de « protestants étrangers ».
- Légion étrangère française
- Régiment d'Hohenlohe de France pendant la restauration de Bourbon
- Brigades internationales de la guerre civile espagnole (1936-1938)
- Légion islamique libyenne (années 1970-1980)
- La Légion internationale est créée par Giuseppe Garibaldi en 1860
- King's African Rifles du Royaume-Uni durant la première moitié du XXe siècle
- Mahal volontaires non israéliens qui ont combattu pour Israël dans la guerre israélo-arabe de 1948. Il existe toujours un programme Mahal dans l'armée israélienne
- Les SS (en particulier les Waffen-SS) ont largement utilisé des étrangers pendant la Seconde Guerre mondiale. Pour plus d'information, voir Volontaires et conscrits étrangers de la Waffen-SS
- Tercio de Extranjeros, ou Tercio, ou Légion espagnole avant 1987 et de nouveau après les années 2000, après l'abandon de la conscription, l'armée espagnole accepte étrangers de nationalités sélectionnées. La Légion accepte aujourd'hui des hommes et des femmes de langue maternelle espagnole, principalement des États d'Amérique centrale et d'Amérique du Sud. Les recrues doivent avoir un permis de séjour espagnol valide.
- Rhodesian Light Infantry : initialement entièrement rhodésienne, cette unité est devenue la "Légion étrangère" de l'armée rhodésienne entre 1960 et 1980
- L'Armée royale des Indes néerlandaises était une armée composée de plusieurs nationalités (majoritairement des Indonésiens) servant aux Indes orientales néerlandaises aux xixe et xxe siècles.
- L'armée américaine a une longue tradition de volontaires étrangers prenant les armes pour les États-Unis. Des officiers nés à l'étranger, tels que le marquis de Lafayette, Tadeusz Kościuszko et Friedrich Wilhelm von Steuben ont apporté des contributions essentielles au cours de la guerre d'indépendance. Au cours du XIXe siècle, l'armée américaine a largement utilisé des soldats étrangers, en particulier irlandais et allemands. Les soldats juifs allemands étaient fréquents pendant la Seconde Guerre mondiale. Actuellement, de nombreux membres du US Marine Corps sont de nationalité sud-américaine voire non américaine. Beaucoup, sinon la plupart de ces soldats se sont engagés pour obtenir la nationalité américaine à l'issue de leur engagement
- Bataillon international de la liberté un groupe armé de volontaires étrangers de gauche qui combattent pour soutenir la révolution du Rojava en Syrie

## Unités par nationalité
Les unités sont ordonnées par nationalité de recrutement.

### Allemande
- Légion allemande du roi servant le Royaume-Uni au cours des guerres napoléoniennes
- Légion germano-britannique recrutée par le Royaume-Uni pour la guerre de Crimée (1856)
- La Légion russo-allemande est un corps de soldats allemands servant dans l'armée russe pendant les guerres napoléoniennes
- Pendant la guerre civile espagnole, la légion Condor, appuyée par le gouvernement allemand, combattit pour les nationalistes, tandis que le bataillon Thaelmann combattit pour les républicains
- Pendant la guerre civile américaine, plusieurs milliers d'allemands, combattirent dans les rangs de l'Union. Il existait même plusieurs régiments germanophones tels que le 9th Ohio Infantry ou le 74th Pennsylvania Infantry Regiment
- De 1991 à 1994, pendant la guerre d'indépendance croate et la guerre de Bosnie, un certain nombre d'anciens membres de la Bundeswehr ainsi que de l'armée est-allemande combattirent aux côtés des Croates dans la Brigade du roi Tomislav[3]. Le chef de la brigade, au moment du déclenchement de la guerre croato-bosniaque était l'ancien officier de la Bundeswehr Jürgen Schmidt, décédé alors qu'il menait ses troupes contre les forces musulmanes de Bosnie près de Gornji Vakuf, en janvier 1993[4]

### Américaine
Pendant les deux guerres mondiales, des volontaires américains ont servi du côté des alliés avant que les États-Unis ne rejoignent la guerre. Pendant la Première Guerre mondiale, il y avait même quelques Américains qui se sont portés volontaires en tant qu'aviateurs pour l'Imperial German Flying Corps.
- L'Escadrille Lafayette dans l'armée de l'air française au cours de la Première Guerre mondiale
- La 7e Escadrille aérienne (également connue sous le nom d'escadron Kościuszko) dans l'armée de l'air polonaise au cours de la guerre polono-soviétique (1919-1921)
- La brigade Lincoln du côté républicain de la guerre civile espagnole
- Les Eagle Squadrons de la Royal Air Force au cours de la Seconde Guerre mondiale
- Les Flying Tigers dans l'armée de l'air chinoise au cours de la Seconde Guerre mondiale
- Avant l'entrée en guerre des États-Unis, de nombreux Américains se sont joints aux Forces canadiennes, en particulier à l'ARC, et ont servi dans des unités canadiennes ordinaires
- Un certain nombre de pilotes américains ont volé avec le No. 32 Squadron RAF au cours de la Première Guerre mondiale
- Rachel Cox dans Into the Dust and Fire enregistre l'histoire de cinq membres de la Ivy League (Chuck Bolte, Jack Brister, Bill Durkee, Heyward Cutting et Robert Cox) qui se sont enrôlés dans l'armée britannique et sont devenus les premiers Américains à combattre les nazis[6]
- The Crippled Eagles qui servirent dans les forces armées rhodésiennes dans les années 1960 à 1980

### Belge
- Des unités formés de l'actuelle Belgique (anciennement des Pays-Bas autrichiens ou du royaume uni des Pays-Bas) servirent dans les armées françaises au course des guerres révolutionnaires françaises et napoléoniennes
- La Légion belge pendant la guerre franco-mexicaine de 1864-1867
- Le Bataillon du 6 février, qui faisait partie des Brigades internationales pendant la guerre civile espagnole, était composé de Français et de Belges. Leurs droits de citoyenneté furent révoqués à la suite de leur décision de servir dans une armée étrangère
- Deux unités belges combattirent au sein des Waffen-SS pendant la Seconde Guerre mondiale

### Brésil
- Une force expéditionnaire brésilienne a combattu dans l'armée des États-Unis en Italie durant la deuxième guerre mondiale.

### Britannique
- Pendant la guerre péninsulaire (1808), de nombreux Britanniques ont rejoint les forces régulières et irrégulières espagnoles[7]
- La Légion auxiliaire cautionnée par le gouvernement britannique qui prit part à la première guerre carliste (1833-1846)
- Les légions britanniques au cours des guerres d'indépendance sud-américaines au 19e siècle
- Le Corps libre britannique des Waffen SS pendant la Seconde Guerre mondiale
- 2500 Britanniques participèrent à la guerre civile espagnole aux côtés des républicains[8]
- Lors de la révolution du Paraguay en 1922, des pilotes britanniques combattirent au sein de l'Escuela de Aviación Militar
- De nombreux Britanniques combattirent pendant la guerre civile américaine pour les États-Unis et les États confédérés. 67 soldats britanniques de l'armée de l'Armée de l'Union reçurent la médaille d'honneur
- Des dizaines de volontaires britanniques rejoignirent des unités croates et combattirent en ex-Yougoslavie dans les années 1991 à 1995, la plupart dans la Brigade du Roi Tomislav[9]

### Chinoise
- L'armée des volontaires du peuple chinois qui combattirent pendant la guerre de Corée (1950-1953) était théoriquement composée de volontaires envoyés par la république populaire de Chine, même si elle était en fait composée de troupes régulières de l'Armée populaire de libération

### Corse
- le Royal Corsican Rangers est un régiment de l'armée britannique entre 1799 et 1817. Ses effectifs provenaient majoritairement du royaume de Corse

### Croate

Drapeau du Régiment d'infanterie renforcée qui a participé à la bataille de Stalingrad.

- La 13e division de Waffen Mountain du SS Handschar, et la 23e division de Waffen Mountain du SS Kama, participèrent à la Seconde Guerre mondiale aux côtés de l'Axe
- Le 369e régiment d'infanterie renforcée (croate) (en), la 369e division d'infanterie (croate), la 373e division d'infanterie (Allemagne), la 392e division d'infanterie (croate) furent intégrées à la Wehrmacht allemande au cours de la Seconde Guerre mondiale
- La Légion aérienne croate (en), combattit dans les rangs de la Luftwaffe allemande pendant la Seconde Guerre mondiale
- La Légion navale croate combattit dans les rangs de la Kriegsmarine allemande pendant la Seconde Guerre mondiale en mer Noire
- La 1re Brigade de volontaires yougoslaves combattit pendant la Seconde Guerre mondiale sous le commandement de l'Armée rouge. Elle devint plus tard l'armée yougoslave.

### Écossaise
- Les Écossais ont une longue histoire de service dans les armées des rois de France depuis au moins le IXe siècle. La garde écossaise fut officiellement créée par le roi français Charles VII en 1422 et exista jusqu'à la fin de la période de Restauration de Bourbon en 1830.

### Espagnole
- La division bleue au cours de la Seconde Guerre mondiale combattant avec l'Allemagne contre l'URSS
- La Légion Azul fut formée à la fin de la Seconde Guerre mondiale à partir de soldats de la Division bleue qui refusèrent de partir après que Franco exigea le retour de tous les Espagnols engagés auprès des forces de l'Axe
- La 9e Compagnie Blindée des Forces Françaises Libres
- La Légion espagnole accepte les recrues étrangère

### Française
- La Légion étrangère française unité de l'armée française acceptant des étrangers depuis 1831
- 9 000 Français combattirent dans les Brigades internationales pendant la guerre civile espagnole aux côtés des républicains
- La Légion d'Antibes est une unité composée principalement de soldats au service du Saint-Siège au XIXe siècle
- Certains émigrés français qui avaient fui en Grande-Bretagne combattirent dans les rangs de l'armée britannique au cours des guerres napoléoniennes
- La Division Charlemagne de la SS combattit pour l'Allemagne nazi pendant la Seconde Guerre mondiale
- Chasseurs Britanniques des guerres napoléoniennes
- Légion de volontaires français contre le bolchevisme (1941 - 1944) une force collaborationniste de Français qui combattirent les partisans soviétiques pour l'Allemagne nazie
- De 1991 à 1994, pendant la guerre d'indépendance croate et la guerre de Bosnie, un certain nombre de volontaires français ont combattu aux côtés des Croates dans la brigade du roi Tomislav[9]
- 7e Compagnie indépendante (Rhodésie) (1977-1978)

### Grecque
- La garde des volontaires grecs (en) combattit pendant la guerre de Bosnie aux côtés de l'armée de la Republika Srpska.

### Indienne
- La Free Indian Legion était une légion volontaire composée de prisonniers de guerre indiens au cours de la Seconde Guerre mondiale. La légion faisait d'abord partie de la Wehrmacht puis a été transférée à la Waffen-SS à la fin de la guerre.

### Irlandaise
Voir aussi Diaspora militaire irlandaise
- La Brigade irlandaise servi dans l'armée française à partir de 1690 et jusqu'au XVIIIe siècle
- La Légion irlandaise s'est battue pour la France impériale pendant les guerres napoléoniennes
- Le 1st Venezuelan Rifles fut un régiment irlandais appartenant à la légion britannique combattant dans les guerres d'indépendance sud-américaines. Il prit part à la guerre d'indépendance du Venezuela[10]
- Le Bataillon de St. Patrick participa, aux côtés des Mexicains, à la guerre américano-mexicaine (1846-1848)
- La brigade irlandaise qui a servi du côté de l'Union dans la guerre civile américaine dans les années 1860
- La Brigade irlandaise du Trasvaal dans l'armée des Boers pendant la guerre des Boers
- La Colonne Connolly qui combattit dans les rangs des Républicains pendant la guerre civile espagnole
- La Légion Saint-Patrick qui combattit pour les nationalistes au cours de la guerre civile espagnole

### Italienne
- Les chemises rouges de Giuseppe Garibaldi combattirent dans le sud de l'Italie et en Uruguay
- Le Corpo Truppe Volontarie qui combattit pendant la guerre civile espagnole aux côtés des nationalistes
- La division Garibaldi qui combattit sous le commandement de Josip Broz Tito dans le cadre du NOVJ en Dalmatie et en Bosnie, pendant la Seconde Guerre mondiale[11]

### Marocaine
- Fuerzas Regulares Indígenas dans le soulèvement asturien de 1934 et la guerre civile espagnole

### Népalaise
- Gurkhas dans l'armée britannique
- Gorkha regiments (India) dans l'armée indienne
- Contingent Gorkha de la police de Singapour dans les forces de police de Singapour (en)
- La Gurkha Reserve Unit qui fait partie de l'armée du Sultanat de Brunei

### Philippine
- Environ cinq mille Philippins servirent au sein d'une milice appelée Makapili, qui était sous commandement japonais pendant la Seconde Guerre mondiale. L'unité fut formée le 10 novembre 1944 et reçu environ deux mille fusils par les Japonais. Son siège était situé dans l'enceinte de la Mission du Christ-Roi à Quezon City. L'unité était active dans la région de Manille et dans les provinces voisines de Rizal, Laguna, Bulacan et Nueva Ecija. Cette milice participa à son dernier combat à Marikina en 1945

### Polonaise
- La Brigade polonaise (en) qui participat à la guerre civile espagnole
- Les Lanciers polonais et autres forces polonaises dans l'armée de Napoléon
- Les Légions polonaises (armée française) servaient dans l'armée française entre les années 1790 et 1810
- Les Volontaires polonais dans de nombreuses guerres et révolutions du XIXe siècle, dont le Printemps des Nations (1848), la guerre de Crimée (1853 du côté turc) et la Commune de Paris
- L'Armée bleue qui combattit aux côtés des Français pendant la Première Guerre mondiale

### Portugaise
- La Légion portugaise est le nom donné à l'unité qui servait dans la Grande Armée de Napoléon
- Legião Viriato pendant la guerre civile espagnole

### Rhodésienne
- L'armée rhodésienne a accepté des volontaires étrangers, presque tous tenus de parler anglais, car ils étaient intégrés dans des unités régulières (généralement le Rhodesian Light Infantry) aux côtés de soldats locaux. L'exception était la 7 Compagnie indépendante, une unité de courte durée entièrement composée de personnel francophone, dirigée par des officiers francophones, qui a existé entre 1977 et 1978

### Russe
- Depuis 2010, les Forces armées de la fédération de Russie ont commencé à recruter des volontaires de la CEI. Voir Forces armées de la fédération de Russie # Personnel

### Serbe

Drapeau de la garde des volontaires serbes.

- La Garde des volontaires serbes, combattit pendant la guerre d'indépendance croate et la guerre de Bosnie en soutenant les forces serbes comme l'armée de la Republika Srpska
- Les Brigadistas yougoslaves (espagnol : brigadistas yugoslavos), un contingent du royaume de Yougoslavie qui a combattu aux côtés des républicains au cours de la guerre civile espagnole
- Le Corps des volontaires serbes était un groupe de collaboration l'Axe pendant la Seconde Guerre mondiale qui aida les forces allemandes à lutter contre les forces partisanes en Serbie

### Sud africaine
- 32 bataillon sud-africain (en)

### Suédoise
- L'Aviation volontaire suédoise (en) et le Corps des volontaires suédoiis combattirent aux côtés des forces finlandaise pendant la guerre d'hiver (1939-1940)
- Des centaines de Suédois se sont portés volontaires au sein de la 5e division Panzer SS Wiking pour lutter contre l'URSS
- Le Régiment des étrangers recrutés (Suède) est un régiment d'infanterie de l'armée suédoise créé en Pologne au début du XVIIIe siècle

### Suisse
- Garde suisse du Vatican

### Taïwanaise
- Les volontaires de Takasago étaient des soldats volontaires de l'armée impériale japonaise recrutés parmi les tribus aborigènes taïwanaises pendant la Seconde Guerre mondiale

### Ukrainienne
- La 14e division Waffen-Grenadier der SS Galizie était composée presque entièrement de combattants d'origine ukrainienne pendant la Seconde Guerre mondiale
- L'Armée de libération ukrainienne était une division de la Wehrmacht qui combattait dans toute l'Europe au cours de la Seconde Guerre mondiale
- Le bataillon Nachtigall et le bataillon Roland (ensuite été réorganisés dans la 201e Schutzmannschaft) combattaient aux côtés de la Wehrmacht et étaient composés de nationalistes ukrainiens qui se sont battus contre l'URSS
- L'armée nationale ukrainienne battue contre l'URSS dans les derniers moment de la Seconde Guerre mondiale
- Des milliers de Hiwis (auxiliaires volontaires de l'armée allemande pendant la Seconde Guerre mondiale) étaient d'origine ukrainienne

## Voir également